# Списак црногорских олимпијаца
Следећи списак представља списак црногорских олимпијаца по спортовима који се такмиче на ОИ за Црну Гору (2008-). За црногорске олимпијце који су се такмичили за време СХС, Краљевине Југославије и СФРЈ погледај Списак олимпијаца Југославије (1920-1992 ЗОИ), а за време СРЈ и СЦГ погледај Списак српско-црногорских олимпијаца.

## Летње олимпијске игре

### Атлетика
- Марија Вуковић
- Милена Милашевић
- Слађана Перуновић
- Горан Стојиљковић
- Данијел Фуртула

### Бокс
- Милорад Гајовић
- Бошко Драшковић

### Ватерполо
- Душан Банићевић
- Дарко Бргуљан
- Драшко Бргуљан
- Стефан Видовић
- Никола Вукчевић
- Владимир Гојковић
- Драган Драшковић
- Борис Злоковић
- Александар Ивовић
- Млађан Јановић
- Никола Јановић
- Предраг Јокић
- Славен Кандић
- Филип Кликовац
- Душан Матковић
- Саша Мишић
- Вјекослав Пасковић
- Мирослав Перковић
- Марко Петковић
- Антонио Петровић
- Владо Попадић
- Здравко Радић
- Александар Радовић
- Владан Спаић
- Петар Тешановић
- Милан Тичић
- Алекса Укропина
- Вељко Ускоковић
- Урош Чучковић
- Денис Шефик
- Милош Шћепановић

### Једрење
- Миливој Дукић

### Пливање
- Анђела Антуновић
- Максим Инић
- Марина Куч
- Бошко Радуловић
- Јована Терзић

### Рукомет
- Анастасија Бабовић
- Соња Барјактаровић
- Татјана Брновић
- Анђела Булатовић
- Катарина Булатовић
- Марина Вукчевић
- Николина Вукчевић
- Итана Грбић
- Јелена Деспотовић
- Ана Ђокић
- Ђурђина Јауковић
- Марија Јовановић
- Андреа Кликовац
- Милена Кнежевић
- Сузана Лазовић
- Мајда Мехмедовић
- Радмила Миљанић
- Дијана Мугоша
- Љубица Ненезић
- Биљана Павићевић
- Ивона Павићевић
- Матеа Плетикосић
- Бојана Поповић
- Јованка Радичевић
- Ана Радовић
- Ема Рамусовић
- Маја Савић

### Стрељаштво
- Јелена Пантовић
- Никола Шарановић

### Тенис
- Данка Ковинић

### Џудо
- Срђан Мрваљевић
- Јована Пековић

## Зимске олимпијске игре

### Алпско скијање
- Ивана Булатовић
- Јелена Вујичић
- Бојан Косић
- Елдар Салиховић
- Тарик Хаџић

### Скијашко трчање
- Марија Булатовић
- Александар Грбовић

## Олимпијци црногорског порекла
- Станка Божовић
- Светлана Мугоша
- Николас Делпополо
- Жарко Марковић
- Горан Стојановић